# Vážka žíhaná
Vážka žíhaná (Sympetrum striolatum) je druh vážky z čeledi vážkovitých (Libellulidae). Je jedním z nejběžnějších druhů vážek v Evropě, kde obývá různé typy vodních stanovišť. V České republice je považována za hojně rozšířený druh.

## Popis
Dospělci dosahují délky těla 35–44 mm, rozpětí křídel je až 60 mm. Samečci mají jasně červené zbarvení těla, zatímco samičky jsou žlutohnědé s jemnými černými pruhy. Mladé jedince lze rozeznat podle jejich světlejšího těla. Křídla jsou čirá s jantarovým zbarvením u báze.

## Rozšíření
Vážka žíhaná se vyskytuje po celé Evropě s výjimkou nejsevernějších oblastí. Její areál zasahuje také do severní Afriky, Malé Asie a západní Asie. V České republice je běžná v nížinách i pahorkatinách, kde osídluje různorodé vodní plochy.

## Biotop
Vážka žíhaná obývá širokou škálu vodních stanovišť, včetně stojatých i pomalu tekoucích vod. Preferuje mělké, sluncem prohřáté nádrže s bohatou vegetací. Larvy se vyvíjejí ve vodě a jsou závislé na dostatku kyslíku a potravy.

## Ekologie
Dospělci vážky žíhané jsou aktivní lovci hmyzu, zejména komárů, much a dalších drobných létavých druhů. Samci si hlídají svá teritoria u vodních ploch, kde se páří se samičkami. Samice kladou vajíčka do vody, často za letu. Larvy se živí planktonem a drobnými vodními organismy.

## Ochrana
Vážka žíhaná není ohroženým druhem. V některých oblastech však může být její výskyt ovlivněn úbytkem vhodných stanovišť způsobeným odvodňováním mokřadů, úpravami vodních toků nebo znečištěním vody. V České republice je součástí běžné fauny a její populace je stabilní.